# Anisodes comosa
Anisodes comosa är en fjärilsart som beskrevs av W. Warren 1903. Anisodes comosa ingår i släktet Anisodes och familjen mätare. Inga underarter finns listade i Catalogue of Life.